# Spilococcus viridula
Spilococcus viridula är en insektsart som först beskrevs av Cockerell 1901.  Spilococcus viridula ingår i släktet Spilococcus och familjen ullsköldlöss. Inga underarter finns listade i Catalogue of Life.